# デニス・ウィスノスキー

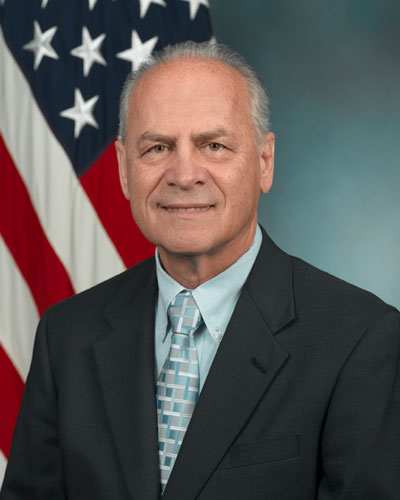
デニス・ウィスノスキー

デニス・ウィスノスキー (Dennis E. Wisnosky、1943年 - ) は、アメリカの技術コンサルタント、著作家。米国防省の事業改変オフィサーにおける事業ミッション領域（BMA）のチーフ・アーキテクト（仕組士）でありかつチーフ技術オフィサー（CTO）であった。
彼は、管理と事業改善活動におけるモデリングと分析のための標準である、統合化定義 (IDEF)手法の創始者と創作者の一人として知られている。

## 伝記
ペンシルベニア州ワシントンで生まれ、ペンシルベニア州立カリフォルニア大学から物理学と数学の学士号を、デイトン大学からマネージメント科学の修士号を、そしてピッツバーグ大学から電気工学の修士号を取得した。
1971年にオハイオ州のライト・パターソン空軍基地の米空軍物品研究所に勤務を始めたウィスノスキーは、コンピュータと情報サービスに向かっていた。1976年に彼は統合化されたコンピュータ支援製造 (ICAM)プログラムのマネージャになった。1986年にはWizdom Systemsを設立し、そのチーフ執行役員（CEO）になった。2006年8月、彼は、国防省（DoD）の事業改変（BT）のための国防長官代理オフィス（OUSD）における事業ミッション領域のチーフ技術役員（CTO）に任命された。
彼は1997年5月のフォチューン誌により、『製造における5人のヒーローの一人である』と認められ、2007年に連邦100賞受賞を含み、彼の功績に対する数多くの栄誉賞を受けた。

## 功績
ウィスノスキーは、事業プロセス・リエンジニアリング (BPR)と事業体仕組を含む情報技術のコンサルティングとトレーニングの分野で貢献をした。彼の得意分野は、非効率な『As-is』状態から戦略的及び戦術的な目的を達成する『To-be』状態へ、効果的に組織を移行させるソリューションを導出することである。ウィスノスキーは、BPR、知識管理、半導体プロセス、情報技術、ロボット、及び工場制御、経営管理論、コンピュータ支援設計／コンピュータ支援製造、電子工学、コンピュータ科学、及びコンピュータ統合製造の分野で本や論文を発行した。彼は、事業体統制ネットワーク (enterprise control network)における中心可視化 (funnel visualization)の創案者である。

### 統合化されたコンピュータ支援製造（ICAM）
デニス・ウィスノスキーとダン・L.・シュンク（Dan L. Shunk）は、1976年に設立されたICAMプログラムの共同設立者とみなされる。サヴェージによれば、1980年代に、『ジョセフ・ハリントンが製造企業全体を包含するためCIMの概念を広めた。ハリントンは、製造を「モノリシックな機能」と考えた。この本は、機能がどのように継ぎ目なしの全体として相互作用できるかを議論した。ハリントンは、1970年代中頃に米空軍のICAMプログラムを設計していたウィスノスキーとシュンクにとって役立ち、そして彼らの作業は、順次ハリントンの2番目の本に影響した。』

### チーフ技術役員（CTO）
CTOとしてウィスノスキーは、その省の事業ミッション領域をサポートする連合仕組（アーキテクチャ）の設計、開発、及び変更におけるエキスパートのガイダンスと監督を準備する責任がある。この役割は、国防省の、コーポレート・レベルのシステム、プロセス、及び国防省を横断して共通であるデータ標準に、サービス及び防衛機関の事業仕組を付加する、Business Enterprise Architecture (BEA)の監督を組み入れる 。
ウィスノスキーは、BMAの連合仕組が省の事業改変のためのビジョン、ミッション、戦略、及び優先度を完全にサポートすることと、全体的な仕組みのそれぞれの階級が国防省の管理構造に整合した適切に焦点を当てられた説明責任を伴って明確に定義されることを確かにする。彼は、BEAとコンポーネント仕組が連邦事業体仕組内で整合し準拠したままであることと、国防省の構成要素に、連合したアプローチを通して仕組の計画、開発、及び維持を統一させることをサポートしそして協調することを検証する。ウィスノスキーはまた、国防省のチーフ情報役員（CIO）のオフィスと協調して、国防省ネットワーク中心事業体サービスの要求と拡張の開発のアドバイザとして活躍する。

## 発行物
ウィスノスキーは、事業体仕組プロジェクトを管理するための国防省及びその他の連邦組織における決定的な情報源と考えられる、DoDAF Wizdomを含めて幾つかの本と100を超える論文の著者である。その一部を挙げる。
- 1973. An Inexpensive Universal Stepping Motor Controller. With James S Solomon, Dayton Univ. OH. Research Institute. Defense Technical Information Center, 1973.
- 1977. An overview of the Air Force program for integrated computer aided manufacturing (ICAM). SME technical paper
- 1977. ICAM program prospectus.
- 1980. The Southfield Report on Computer Integrated Manufacturing: Productivity for the 1980's : Proceedings of a Joint DoD--industry Manufacturing Technology Workshop. With Joseph Harrington, Manufacturing Technology Advisory Group, CAD/CAM Subcommittee, Dept. of Defense, United States.
- 1981. Computer Integrated Manufacturing the Air Force ICAM Approach. Society of Manufacturing Engineers.
- 1996. Softlogic: Overcoming Funnel Vision: How and Why IEC 1131 Based Softlogic Frees the Enterprise to Become Agile and Profitable. With Michael Babb.
- 2000. Beyond the Supply Chain: A Step-by-Step Guide to Radically Improving Healthcare Delivery with Electronic Transactions. With Leon E. Salomon and Anne Jones. Wizdom Systems, Inc., 2000. ISBN 1893990079
- 2001. BPR wizdom : a practical guide to BPR prject management. With Rita C. Feeney. Wizdom Systems, 2001. ISBN 1893990087
- 2004. Dodaf Wizdom: a Practical Guide to Planning, Managing and Executing Projects to Build Enterprise Architectures using the Department of Defense Architecture Framework. With Joseph Vogel. Wizdom Systems, Inc., 2004. ISBN 1893990095.